# Грузино (Новгородская область)
Гру́зино — село в Чудовском муниципальном районе Новгородской области России, относится к Гру́зинскому сельскому поселению.
Наиболее известно благодаря не сохранившейся усадьбе графа Аракчеева, где он провёл последние годы своей жизни, скончался и был похоронен.

## География
Село расположено на правом берегу реки Волхов, в полутора километрах от находящегося на противоположном берегу административного центра сельского поселения — посёлка Краснофарфорный. От административного центра района — города Чудово — через Грузино проходит автомобильная дорога Р36, здесь же расположен мост через Волхов. Чудово находится на расстоянии 14 км к западу от села.
Грузино находится в Приильменской низменности, которая сформировалась в последнюю ледниковую эпоху на месте озёрно-ледникового водоёма, распавшегося на два озера: Ильмень и т. н. Грузинское озеро. Подтверждением существования Грузинского озера остаётся широкая пойма реки Волхов в районе села.

## История
Первым документальным свидетельством о Грузино считают упоминание в писцовой книге Водской пятины в 1499—1500 году Андреевского Грузинского погоста Новгородского уезда.
В 1707 году Грузино было подарено императором Петром I своему ближайшему сподвижнику князю Александру Даниловичу Меншикову. В 1724 году Грузино посетил и сам Пётр I по дороге в Старую Руссу.
Павел I подарил Грузинскую волость Алексею Аракчееву, который организовал здесь военное поселение (послужившее образцом для прочих) и в короткие сроки выстроил один из самых примечательных в русской провинции архитектурно-парковый ансамбль эпохи классицизма, включавший не только дворец с павильонами, но также пристань и каменный Андреевский собор, освящённый в 1806 году.
После смерти владельца в 1834 году по причине отсутствия прямых наследников указом Николая I Грузинская волость с усадьбой была навечно передана Новгородскому кадетскому корпусу (позже переименованному в Аракчеевский).
В Новгородской губернии Грузино было центром Грузинской волости Новгородского уезда. В Грузино велось строительство пароходов, в 1819 году здесь было построено 2 парохода, к концу XIX века в Грузине и окрестностях располагались предприятия по производству спичек.
В 1898 году Иваном Кузнецовым на противоположном берегу в селе Ботановка (ныне посёлок Краснофарфорный) была построена «Гру́зинская фарфоровая фабрика». В дальнейшем постройки старой усадьбы использовались для расквартирования войск империи. Так, вплоть до начала Первой мировой войны в имении дислоцировался Петровский 88-й пехотный полк.
Почти сразу после революции, в 1918—1922 годах, здесь велось строительство понтонного моста через Волхов. В 1928 году к Грузино были присоединены деревни Хотитово, Новая и Большая Любунь. 11 сентября 1938 года указом Президиума Верховного Совета РСФСР Грузино преобразовано в рабочий посёлок.
В Великую Отечественную войну 16 октября 1941 года Грузино было оккупировано немецкими войсками. По официальной версии, именно за время боевых действий все постройки усадьбы были разрушены. Сейчас на их месте установлены памятные доски, отмечающие бывшее местонахождение объектов, а на холме, где по легенде Андрей Первозванный воздвиг крест, установлен памятный знак.
24 октября 1941 года в районе Грузино героически погиб, совершив огненный таран, экипаж Героя Советского Союза Гречишникова. Имена героев увековечены в надписи на памятной стеле: «Командиру авиаэскадрильи Герою Советского Союза гв. капитану Василию Алексеевичу Гречишникову, членам экипажа самолета гв. ст. лейтенанту Александру Ивановичу Власову, гв. лейтенанту Матвею Потаповичу Семенкову, гв. краснофлотцу Николаю Анисимовичу Буракову, погибшим 24 октября 1941 года при штурмовке и таране с воздуха танковой колонны немецко-фашистских захватчиков в районе п. Грузино».
В ходе боевых действий в Грузино и окрестностях немецким войскам удалось создать мощную оборонительную систему получившую название «Грузинский плацдарм». Осенью 1942 года с целью захвата вражеских позиций бойцы 577-го отдельного сапёрного батальона 288-й стрелковой дивизии начали делать подкоп. Планами командования предполагалось сделать 70-метровый подкоп и заложить 25 тонн взрывчатки. Однако, 23 ноября 1942 года, когда работы практически завершились, немцы узнали о подкопе и взорвали его вместе с красноармейцами, находившимися под землей. Долгое время, сапёры-герои, предпочтившие смерть сдаче в плен, числились пропавшими без вести. Усилиями поисковиков все имена погибших были установлены, а тела перезахоронены с воинскими почестями. В июне 1974 года на братской могиле установлен памятник с именами погибших в Грузинском подкопе сапёров: Иванов Николай Алексеевич, 1899 г. р. (старший сержант, командир отделения); Венедиктов Павел Венедиктович, 1899 г. р. (красноармеец, сапёр); Борисов Алексей Ильич, 1904 г. р. (красноармеец, сапёр); Корчагин Дмитрий Игнатьевич, 1902 г. р. (красноармеец, сапёр); Шовин Александр Иванович, 1904 г. р. (ефрейтор, красноармеец, сапёр); Кульбаев Жабай (Исабиа), 1910 г. р. (красноармеец, сапёр).
С 1938 по 1949 год имело статус рабочего посёлка.
В июне—июле 1999 года археологический отряд Новгородского музея под руководством С. В. Трояновского провёл полевые исследования в селе Грузино на месте собора Андрея Первозванного с целью поиска останков графа Алексея Аракчеева. Были обнаружены фрагменты костей, предположительно связываемые с графом Аракчеевым, но достоверно идентифицировать найденные останки не удалось из-за их малочисленности и плохой сохранности.

## Уроженцы
- Священномученик Мисаил — (I четверть XVII—1655) — Архиепископ Рязанский и Муромский. Святой Русской Православной Церкви.

- Денисов, Михаил Фёдорович (1902—1973) — советский государственный деятель, народный комиссар химической промышленности СССР.
- Панкратьев, Алексей Васильевич (1888—1923) — военный лётчик.